# Idris Elba’s How Clubbing Changed the World
Idris Elba’s How Clubbing Changed the World es una película de documental y musical de 2012, a cargo de la dirección estuvo Sam Bridger, que también es parte de la producción junto a Idris Elba, los protagonistas son Katy B, Boy George, Carl Cox, Fatboy Slim y David Guetta, entre otros. Este largometraje se estrenó el 24 de julio de 2012.

## Sinopsis
Hace 25 años surgía el rave, una nueva camada de DJ y productores británicos se encuentran en la vanguardia de una revolución de la música en todo el mundo.